# ديلان كينيت
ديلان كينيت (بالإنجليزية: Dylan Kennett) مواليد 8 ديسمبر 1994 في كرايستشرش، هو دراج نيوزلندي.

## الميداليات
| الميدالية | المسابقة                               |
| --------- | -------------------------------------- |
| ذهبية     | بطولة العالم للدراجات على المضمار 2015 |

## روابط خارجية
- ديلان كينيت على موقع الاتحاد الدولي للدراجات (الإنجليزية)
- ديلان كينيت على موقع أرشيف الدراجات (الإنجليزية)
- ديلان كينيت على موقع إحصائيات الدراجات الإحترافية (الإنجليزية)
- ديلان كينيت على موقع نسبة الدراجات (الإنجليزية)
- ديلان كينيت على موقع CycleBase (الإنجليزية)
- ديلان كينيت على موقع أوليمبيديا (الإنجليزية)
- ديلان كينيت على موقع اللجنة الأولمبية النيوزيلندية (الإنجليزية)
- ديلان كينيت على موقع اتحاد ألعاب الكومنولث (مؤرشف) (الإنجليزية)